# Fievel sbarca in America
Fievel sbarca in America (An American Tail) è un film d'animazione statunitense del 1987 diretto da Don Bluth.
Il film è stato distribuito negli Stati Uniti il 21 novembre 1987 dalla Universal Pictures, quattro mesi dopo l'uscita di Basil l'investigatopo della Disney. Ha ricevuto recensioni positive ed è stato un successo al botteghino, rendendolo il film d'animazione non Disney con il maggior incasso dell'epoca. Il suo successo, insieme a quello del film di Bluth Alla ricerca della valle incantata e Chi ha incastrato Roger Rabbit della Disney (entrambi del 1988), e l'abbandono di Bluth dalla loro collaborazione, hanno spinto il produttore esecutivo Steven Spielberg a fondare il proprio studio di animazione, Amblimation, a Londra (Inghilterra). Il film ha generato un franchise.

## Trama
Šostka, Impero russo, dicembre 1885. La famiglia di topolini ebrei dei Toposkowich (in originale Mousekewitz), composta dal padre, dalla madre e dai figlioletti Tanya, Fievel e la neonata Yasha, vive in una casetta, ubicata all'interno d'una abitazione umana ebraica. La notte di Chanukkah la popolazione ebraica locale diviene bersaglio d'un ferocissimo pogrom: gli abitanti umani vengono razziati dai cosacchi dello zar, mentre i gatti al seguito delle truppe s'avventano sui topi indifesi. Terrorizzata, la famigliola decide di emigrare in America, dove, stando ad una credenza ben radicata nell'immaginario dei topi di tutta Europa, non ci sarebbero gatti e perciò i cinque potrebbero vivere serenamente il tanto agognato "sogno americano".
La nave che li trasporta da Amburgo agli Stati Uniti, però, si imbatte in una tempesta e Fievel scivola dalla barca e finisce in mare mentre la sua famiglia, sconvolta (specialmente il padre), giunge a New York. Fievel riesce ad arrivare in America nascosto in una bottiglia e si imbatte in Henri, un piccione francese che gli insegna il concetto del "Mai dire mai". Il topolino, facendo fede a questo motto, decide dunque di non darsi per vinto e si mette alla ricerca della sua famiglia. In città incontra l'avido ed elefantiaco topo Lucky Lo Ratto (in originale Warren T. Rat), che sembra volerlo aiutare trovandogli una sistemazione ma in realtà lo sfrutta per farlo sgobbare in una fabbrica assieme a tanti altri topolini nelle sue stesse condizioni. Fievel riesce a fuggire con un topo adolescente d'origine italiana, Tony Toponi, che decide di aiutarlo nella sua ricerca. Tony poi si innamora di Bridget, una topolina d'origine irlandese membra di un'associazione impegnata nel far unire le forze di tutti i topi per resistere ai gatti; Fievel viene così a conoscenza del fatto che anche l'America è abitata dai gatti. Il giovane topolino, infatti, presenterà l'idea di costruire un'arma segreta anti-gatto durante una manifestazione dei topi, indetta dall'aristocratica Gussie Topolonia, a cui partecipano anche i genitori che però nella confusione non lo vedono.
Fievel e Tony cercano di raggiungere il molo per incontrare Bridget, ma Fievel rimane indietro e finisce, cadendo da un tombino, in una fogna che funge da base dei gatti in città, dove scopre che Lucky Lo Ratto non è affatto un topo, bensì un gatto che ha ingannato tutti gli altri topi per spillare il loro denaro e che è a capo dei gatti che tormentano i topi in città. Questi s'accorge ben presto d'essere spiato da Fievel e pertanto lo fa imprigionare. Uno dei gatti al suo servizio, Tigre, avendo perduto la famiglia da piccolo, rimane colpito a sapere che lo stesso è appena accaduto a Fievel e perciò i due stringono amicizia e Tigre lo libera. Uscito dal tombino, Fievel si unisce agli altri topi che hanno completato l'arma segreta (un gigantesco topo meccanico dagli occhi bianchi, ispirato ai racconti della buonanotte del signor Toposkowich, il "Topo colosso di Minsk") e smaschera pubblicamente Lucky Lo Ratto come capo dei gatti. Il piano funziona ed i gatti guidati da Lucky sono costretti alla fuga imbarcandosi s'una nave diretta ad Hong Kong.
Esplode però un incendio e Fievel, svenuto per aver sbattuto la testa su un attrezzo mentre cercava di fuggire come tutti, riesce miracolosamente a salvarsi e finisce in un orfanotrofio dove viene deriso dagli orfani, tanto da cominciare a perdere la speranza di rivedere la sua famiglia. Ma in quel momento Tony e Bridget, che hanno rintracciato la famiglia di Fievel, arrivano nel covo trasportati da Tigre. Il padre, suonando il violino, riesce ad attirare l'attenzione del figlio: Fievel può finalmente riabbracciare suo padre e la sua famiglia, dopodiché Henri e altri piccioni li portano in volo sopra la Statua della Libertà, coronando definitivamente il loro sogno americano.

## Personaggi
- Fievel Toposkowich: il protagonista del film. Un topolino ebreo emigrato con la famiglia in America. Si separa dalla famiglia e vive da solo diverse avventure per New York City prima di ricongiungersi ai parenti.
- Tanya Toposkowich: sorella maggiore di Fievel, l'unica della famiglia che continua a nutrire la speranza che il povero fratellino sia ancora vivo. Appena arrivata in America, viene chiamata Tilly.
- Papa Toposkowich: padre di Fievel, Tanya e Yasha, un musicista. È convinto che in America non ci siano gatti, anche se poi dovrà ricredersi. Dimostra di amare molto la sua famiglia,in particolare Fievel. Si rassegna con grande dolore della presunta morte di Fievel, infatti si sente responsabile di non essere riuscito a salvarlo, alla fine del film riuscirà a trovare il suo adorato figlio grazie alla melodia di una sua canzone che suonava spesso col violino.
- Mama Toposkowich: madre di Fievel, Tanya e Yasha; ha un carattere piuttosto rigido, e la si vede impegnata per lo più con Yasha. Come il marito è convinta della morte di Fievel.
- Yasha Toposkowich: sorella più piccola di Fievel e Tanya.
- Tigre: gatto randagio; al contrario dei suoi simili è vegetariano. Inizialmente era un membro della banda di Lucky Lo Ratto, ma alla fine, stringerà una grande amicizia con Fievel e la sua famiglia, aiutando il primo a scappare dai gatti e a far ritrovare infine a Fievel la sua famiglia.
- Tony Toponi: topo adolescente italiano che lavora nella fabbrica sfruttatrice da dove evade grazie all'idea di Fievel; da quel momento lo aiuterà nella ricerca della famiglia e si fidanzerà con Bridget. Preferisce chiamare il suo piccolo amico Frankie.
- Bridget: topolina irlandese idealista. Incita fortemente la ribellione dei topi nei confronti dei gatti. Aiuterà Fievel nel ritrovare la famiglia e si fidanzerà con Tony.
- Henri: piccione con un forte accento francese; aiuta Fievel al suo primo approccio all'America e lo convincerà a non arrendersi mai. Vive nella Statua della Libertà in costruzione.
- Gussie Topolonia: topo anziana e aristocratica che guida la rivoluzione dei topi nei confronti dei gatti di Lucky Lo Ratto.
- Lucky Lo Ratto: antagonista principale del film, è un gatto che si traveste da topo per ingannarli e spillare il loro denaro; viene messo più volte sotto scacco da Fievel, e alla fine i topi riescono a spedirlo con i suoi scagnozzi su una nave diretta a Hong Kong dove fa intendere di voler proseguire la sua carriera da truffatore. Il nome (nella sola versione italiana) è un riferimento al famigerato e brutale boss mafioso italiano Lucky Luciano.
- Digit: antagonista secondario del film, è uno scarafaggio, braccio destro di Lucky Lo Ratto.

## Distribuzione

### Data di uscita
| Paese       | Titolo film                                | Date             |
| ----------- | ------------------------------------------ | ---------------- |
| Stati Uniti | An American Tail                           | 21 novembre 1986 |
| Argentina   | Un cuento americano                        | 25 novembre 1986 |
| Australia   | An American Tail                           | 26 dicembre 1986 |
| Norvegia    | Et amerikansk eventyr - Reisen til Amerika | 31 dicembre 1986 |
| Perù        | Un cuento americano                        | 1987             |
| Brasile     | Um Conto Americano                         | 16 gennaio 1987  |
| Francia     | Fievel et le Nouveau Monde                 | 4 febbraio 1987  |
| Austria     | Feivel, der Mauswanderer                   | 19 giugno 1987   |
| Irlanda     | An American Tail                           | 19 giugno 1987   |
| Germania    | Fievel der Mauswanderer                    | 19 giugno 1987   |
| Regno Unito | An American Tail                           | 24 luglio 1987   |
| Giappone    | アメリカ物語                               | 1º agosto 1987   |
| Danimarca   | Rejsen til Amerika                         | 23 ottobre 1987  |
| Finlandia   | Fievel matkalla Amerikkaan                 | 11 dicembre 1987 |
| Svezia      | Resan till Amerika                         | 11 dicembre 1987 |
| Portogallo  | Fievel, Um Conto Americano                 | 18 dicembre 1987 |
| Italia      | Fievel sbarca in America                   | 22 dicembre 1987 |

### Edizione italiana
Il doppiaggio italiano del film fu eseguito dalla Kamoti Film e diretto da Mario Maldesi su dialoghi di Alberto Piferi.

## Accoglienza

### Incassi
Il film ha incassato fino a 47 milioni di dollari negli Stati Uniti e in Canada, noto anche come il botteghino nazionale, e 84 milioni di dollari in tutto il mondo. Al momento della sua uscita nazionale, è diventato il film d'animazione con il maggior incasso per una versione iniziale e il film d'animazione non prodotto dalla Disney con il maggior incasso. È stato anche uno dei primi film d'animazione a superare uno Disney, battendo Basil l'investigatopo (un altro film tradizionalmente animato che coinvolge i topi uscito nel 1986 ma quattro mesi prima) di oltre 22 milioni di dollari. Tuttavia, Basil l'investigatopo ha avuto più successo con i critici, in particolare Gene Siskel e Roger Ebert. Il successo economico di Basil l'investigatopo ha giocato un ruolo importante nel Rinascimento Disney; a causa del fatto che è stato un successo sia di critica che finanziario, che ha salvato i Walt Disney Animation Studios dal fallimento dopo che Taron e la pentola magica era fallito al botteghino un anno prima. In seguito sarebbe stato superato dal prossimo film di Bluth, Alla ricerca della valle incantata del 1988 , che ha leggermente superato Oliver & Company; quest'ultimo ha battuto Alla ricerca della valle incantata al botteghino nazionale di 5 milioni di dollari. Il record sarebbe stato rapidamente infranto con il rilascio di La sirenetta, il film che molti considerano l'inizio del Rinascimento Disney, tre anni dopo l'uscita del film, battendo il film di Don Bluth, Charlie - Anche i cani vanno in paradiso.

### Critica
Il film mantiene un punteggio di approvazione del 71% su Rotten Tomatoes sulla base di 28 recensioni e una valutazione media di 6,37/10. Il consenso è: "Squisitamente animato, An American Tail è una storia di immigrati dolce e malinconica". I critici Gene Siskel e Roger Ebert hanno dato "due pollici in giù" in un episodio del loro programma televisivo At the Movies del 22 novembre 1986, definendolo "troppo deprimente per il pubblico giovane". Entrambi i revisori hanno anche criticato il modo in cui si menzionava poco il fatto che i personaggi principali fossero ebrei, o che l'attacco alla loro casa all'inizio era un quello antisemita. L'hanno definita "una parabola ebraica che non vuole dichiararsi" e hanno sentito che "ha tirato fuori la sua eredità etnica". Nella sua recensione per il Chicago Sun-Times, Roger Ebert gli ha assegnato due stelle su quattro, dando credito all'animazione, definendola "completa e dettagliata, migliorata dai computer e un miglioramento rispetto a tanta animazione recente che taglia angoli", ma che la storia era troppo "oscura e cupa".
La scrittura del film ha ottenuto una risposta mista. Vincent Canby del New York Times lo definì "insensato seppur ben intenzionato", aggiungendo che i suoi momenti salienti erano scene che coinvolgevano i personaggi Gussie Mausheimer e Tiger. Nella sua recensione per il Chicago Reader, Pat Graham ha stroncato le sue "caratteristiche fragili" ma ha affermato che "la qualità complessiva dell'animazione - eseguita in modo barocco se concepita in modo piuttosto convenzionale - ne vale la pena". Common Sense Media ha dato recensioni ampiamente positive, poiché il gruppo ha affermato: "Questa è una commovente storia animata sull'esperienza degli immigrati che vengono in America. Raccontata dal punto di vista di un adorabile giovane topo, An American Tail dovrebbe coinvolgere i bambini in una parte importante della storia degli Stati Uniti". Al contrario, Rita Kempley del Washington Post lo definì "un racconto brillante di trionfi ebraici che troverà un posto in molti giovani cuori", aggiungendo che "ribadisce la felicità dell'omogeneità, prepara i cuccioli sia alla fratellanza che il sistema della libera impresa. Ed è bello come una cascata di bolle di sapone".
Roger Harlburt del Sun-Sentinel ha anche elogiato il personaggio di Fievel: "Scoprirai nel gentile Fievel un personaggio accattivante che riesce ad essere amabile senza sentimenti indebiti. I suoi occhi possono lacrimare di tanto in tanto e il suo labbro inferiore trema, ma soprattutto è pronto ad affrontare la situazione. Tuttavia, la superba animazione ti fa credere che Fievel sia un ragazzino perso in un grande mondo". Harlburt in seguito riassunse: "Intrecciato di scene d'azione e infarcito di dialoghi divertenti, il film procede velocemente. I piccoli non si annoieranno. Canzoni originali - tra cui Never Say Never, Somewhere Out There e We're a Duo - sono anche divertenti. Ti stupirai della qualità della voce cantata di Plummer e rimarrai sconvolto dalle buffonate feline di DeLuise".

## Riconoscimenti
- 1987 - Premio Oscar
  - Nomination Miglior canzone (Somewhere Out There) a James Horner, Barry Mann e Cynthia Weil
- 1987 - Golden Globe
  - Nomination Migliore canzone originale (Somewhere Out There) a James Horner, Barry Mann e Cynthia Weil
- 1987 - Saturn Award
  - Nomination Miglior film fantasy
  - Nomination Miglior colonna sonora a James Horner
- 1988 - Grammy Award
  - Miglior canzone (Somewhere Out There) a James Horner, Barry Mann e Cynthia Weil
  - Canzone dell'anno (Somewhere Out There) a James Horner, Barry Mann, Cynthia Weil, Linda Ronstadt e James Ingram
  - Nomination Miglior album a James Horner
  - Nomination Miglior interpretazione vocale pop di coppia o di coppia (Somewhere Out There) a Linda Ronstadt e James Ingram
- 1988 - ASCAP Award
  - Miglior canzone (Somehwere Out There) a James Horner, Barry Mann e Cynthia Weil
- 1987 - BMI Film & TV Award
  - Miglior canzone (Somewhere Out There) a James Horner, Barry Mann e Cynthia Weil
- 1988 - Young Artist Awards
  - Miglior film d'animazione
  - Miglior voce fuori campo di gruppo a Phillip Glasser e Amy Green

## Casi mediatici
- Nei titoli di testa, nell'elenco dei doppiatori originali, il nome del personaggio di Fievel viene erroneamente indicato come "Feivel".
- La canzone che cantano Fievel e Tanya, intitolata "Luna bella", è la cover del brano di Linda Ronstadt e James Ingram Somewhere Out There, utilizzata nella versione originale del cartone.
- Nella scena iniziale Tanya cita la fiaba di Raperonzolo, nella versione del padre viene però riferito che si tratta di un topo.
- Quando Tigre chiede a Fievel qual è il suo libro preferito, il topolino risponde: I fratelli Karatopov, evidente parodia de I fratelli Karamazov.
- Il nome originale di Johnny Onesto è Honest John, lo stesso della Volpe nell'edizione originale del classico Disney Pinocchio.

## Sequel
Il film ha dato origine a una serie di sequel in cui Don Bluth non ha avuto però alcun coinvolgimento diretto. Il seguito Fievel conquista il West, diretto da Phil Nibbelink e Simon Wells e prodotto da Steven Spielberg e Robert Watts, è stato distribuito nel 1991 e segue le avventure di Fievel e della sua famiglia mentre si spostano da New York per il selvaggio West. È stata prodotta anche una serie TV di 13 episodi basati sul film, chiamata Le avventure di Fievel e mandata in onda sulla rete CBS tra settembre e dicembre 1992. Due seguiti del film sono stati in seguito prodotti per il mercato direct-to-video dagli Universal Studios: Fievel - Il tesoro dell'isola di Manhattan  e Fievel - Il mistero del mostro della notte usciti nel 1998 e nel 1999. 
Fievel è servito anche come mascotte per la società di produzione e di animazione di Spielberg, la Amblimation, ed è apparso nel suo logo di produzione fino alla dissoluzione dello studio nel 1997. Nel marzo 2000, è stato annunciato che sarebbe diventato anche l'ufficiale portavoce dei bambini per l'UNICEF, e il direttore dell'organizzazione di comunicazioni Craig Kornblau ha sottolineato che "Fievel Mousekewitz è un personaggio popolare e accattivante per i bambini in tutto il mondo", e "le sue esperienze di immigrazione riflettono le avventure e trionfi di tutte le culture e dei loro figli".